# Charles Fabry
Charles Fabry (11. června 1867 Marseille – 11. prosince 1945, Paříž) byl francouzský fyzik, spolutvůrce Fabry-Pérotova interferometru.
V roce 1885 zahájil studium na Polytechnické škole v Marseille. Od roku 1889 vyučoval fyziku na gymnáziu; současně pracoval na disertační práci týkající se teorie interferenčních proužků. Práci obhájil roku 1892 a o dva roky později získal místo na fakultě přírodních věd univerzity v Marseille, kde se seznámil se svým budoucím spolupracovníkem A. Pérotem. Spolu s ním začal studovat a vyvíjet interferenční metody, z nichž se postupně do roku 1898 vyvinul Fabry-Pérotův interferometr.
V roce 1913 společně s Henri Buissonem prokázal, že ozón v horních vrstvách atmosféry je rozhodující pro absorpci UV záření. V návaznosti na tento objev roku 1929 Fabry zorganizoval první mezinárodní kongres o atmosférickém ozónu.
Z Marseille se Fabry přestěhoval do Paříže. Roku 1919 se zde stal generálním ředitelem Institutu optiky (Institut d'optique) a v roce 1921 byl jmenován profesorem na katedře fyziky na Sorbonně. O pět let později, po smrti A. Pérota, nastoupil na jeho místo profesora na Polytechnické škole (École polytechnique). V roce 1927 byl zvolen členem francouzské Akademie věd.
V jednom období byl také prezidentem francouzské fotografické společnosti Société française de photographie.
Během 2. světové války se Fabry uchýlil z okupované Paříže do Saint-Cyr-sur-Mer poblíž Marseille, kde se věnoval práci v optice. Po osvobození se vrátil do hlavního města, kde však brzy, koncem roku 1945, zemřel.